# Leeston
Leeston is een plaats in de regio Canterbury op het Zuidereiland van Nieuw-Zeeland, 40 kilometer ten zuidwesten van Christchurch. Leeston ligt vlak bij het Ellesmere meer, dat geliefd is bij vogelaars vanwege de vele zwarte zwanen.

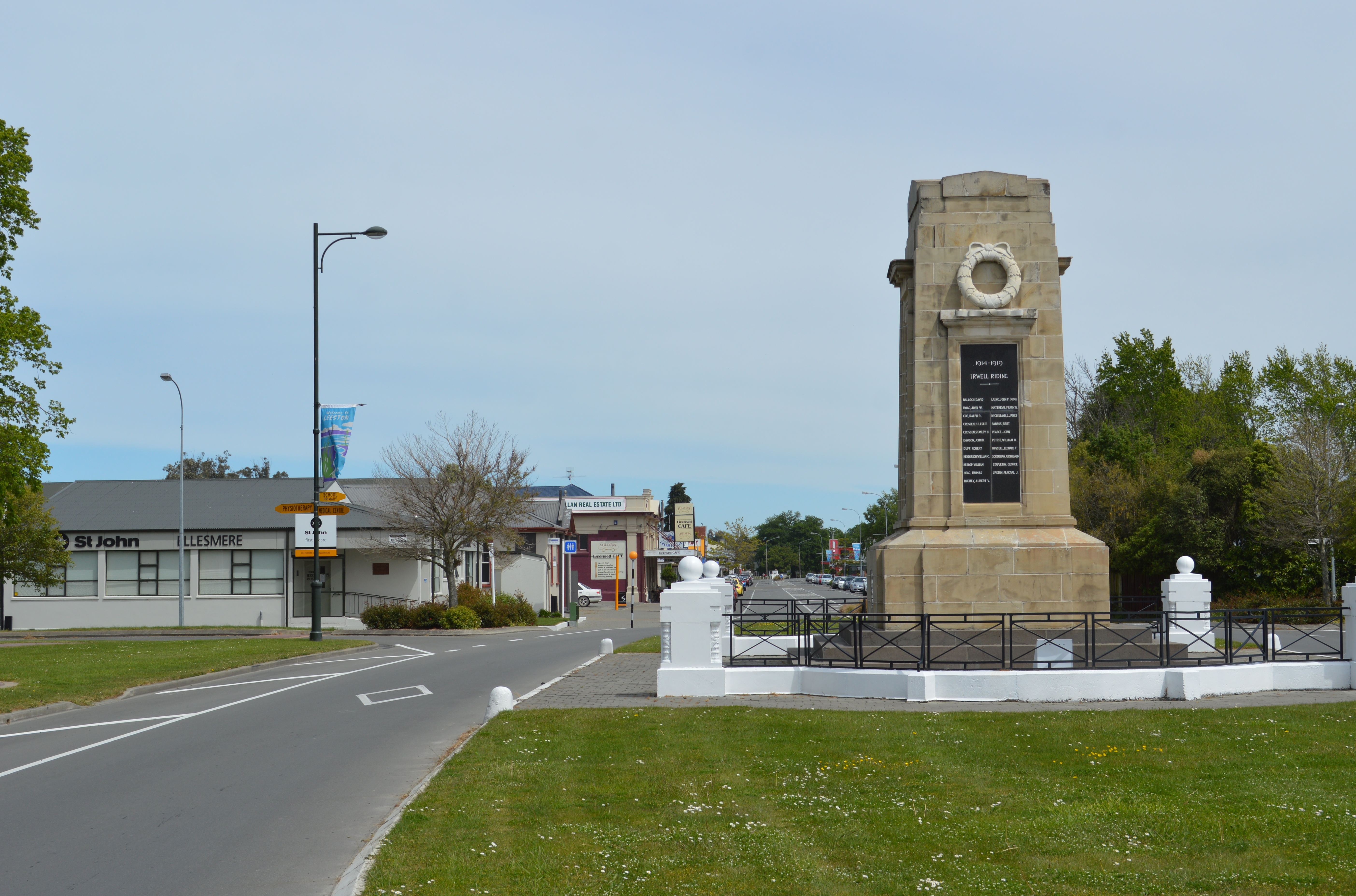
Oorlogsmonument en Main Street
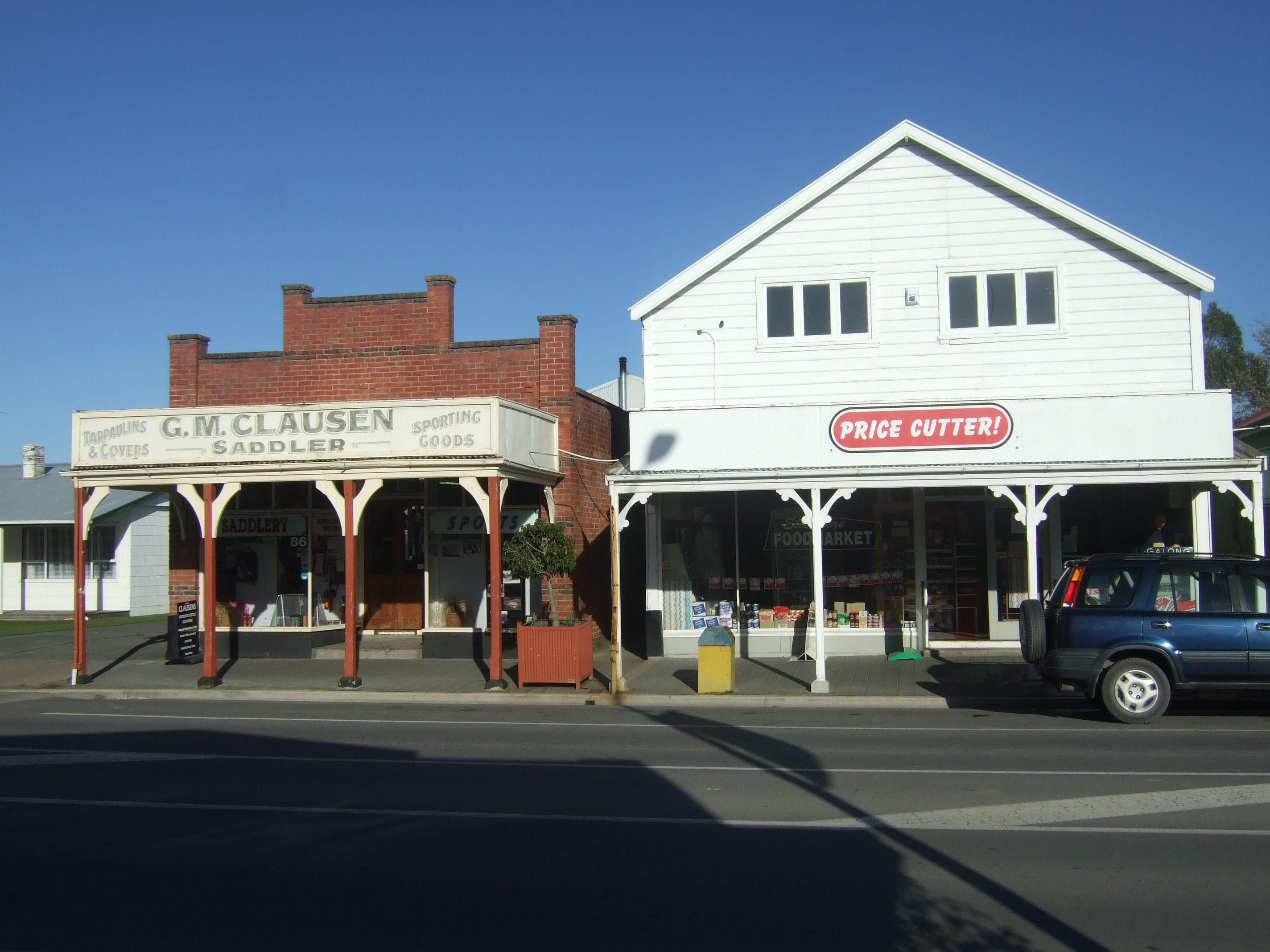
Winkels in Leeston